# Okres Brezno
Der Okres Brezno ist eine Verwaltungseinheit in der Mittelslowakei mit 57.916 Einwohnern (Stand 31. Dezember 2024) und einer Fläche von 1.265 km². Er grenzt im Uhrzeigersinn an die Okresy Liptovský Mikuláš, Poprad, Rožňava, Revúca, Rimavská Sobota, Poltár, Detva, sehr kurz Zvolen und Banská Bystrica.

## Geographie
Der Okres hat eine vom Westen nach Osten etwas langgezogene Form und liegt beiderseits des Oberlaufs des Hron (deutsch Gran), der bei Telgárt entspringt und danach gegen Westen fließt. Der größte Teil der Bevölkerung konzentriert sich in der Tallandschaft Horehronské podolie, die im Mittelteil rund um Brezno den kleinen Talkessel Breznianska kotlina bildet. Ansonsten ist der Okres recht gebirgig: nördlich des Hron sind von der Südseite der Niederen Tatra geprägt, mit einem kleineren Anteil am Teilgebirge Ďumbierske Tatry und größeren Anteil am Teilgebirge Kráľovohoľské Tatry. Südlich des Hron findet man Teilgebirge des Slowakischen Erzgebirges, zunächst den Spišsko-gemerský kras im Südosten (inklusive der Hochebene Muránska planina) sowie die Veporské vrchy im Süden. Im Südwesten hat der Okres einen kleinen Anteil am Gebirge Poľana. Bedeutende Fließgewässer sind neben dem Hron auch dessen Zuflüsse Bystrianska, Čierny Hron und Rohožná. Im Südwesten hat der Okres Anteil am Quellbereich der Rimavica und im äußersten Osten am jenen des Hnilec.
Bedingt durch die eingeschlossene Lage sind mit Ausnahme des Tals des Hron weitere Überquerungen nur über Gebirgssattel möglich, wie Čertovica durch die Niedere Tatra, Besník im Osten, Javorinka im Südosten, Zbojská im Süden und Tlstý javor im Südwesten.

## Verkehr
Die Hauptverkehrswege kreuzen sich in der Gegend zwischen Podbrezová und Brezno. Autobahnen oder Schnellstraßen gibt es keine. Die Hauptstraße ist die Straße 1. Ordnung 66, die von Banská Bystrica Richtung Brezno verläuft und an der Ostgrenze des Okres an der Straße 1. Ordnung 67 endet. Die Straße 1. Ordnung 72 verläuft in zwei Teilstrecken: zuerst vom Sattel Čertovica von Kráľova Lehota heraus nach Podbrezová und danach von Brezno zum Sattel Zbojská Richtung Tisovec. Weitere regional bedeutende Verbindungen sind die Straße 2. Ordnung 529 von Brezno nach Lom nad Rimavicou und weiter Hriňová und die Straße 2. Ordnung 531 von Červená Skala (bei Šumiac) Richtung Muráň. Die Straße 2. Ordnung 584 beginnt bei Bystrá, endet aber auf der Südseite des Chopok und ist nicht mit der übrigen Trasse jenseits der Niederen Tatra verbunden.
Die Haupteisenbahnstrecke ist die Kursbuchstrecke von Zvolen nach Červená Skala, die geschichtlich als Bahnstrecken Zvolen–Podbrezová, Podbrezová–Tisovec (Teilstrecke Podbrezová–Brezno-Halny) und Brezno–Červená Skala entstand. In Červená Skala schließt sich die Bahnstrecke nach Margecany an. Nach Tisovec führt der übrige Teil der Bahnstrecke Podbrezová–Tisovec.

## Geschichte
Historisch gesehen liegt der Bezirk zum größten Teil im ehemaligen Komitat Sohl, ein kleinerer Teil im Osten ab dem Ort Polomka gehört zum ehemaligen Komitat Gemer und Kleinhont (siehe auch Liste der historischen Komitate Ungarns).

## Bevölkerung
| Jahr                | 1994   | 2004    | 2014    | 2024    |
| ------------------- | ------ | ------- | ------- | ------- |
| Anzahl der Personen | 66.424 | 65.080  | 62.971  | 57.916  |
| Unterschied         |        | −2,02 % | −3,24 % | −8,02 % |

| Jahr                | 2023   | 2024    |
| ------------------- | ------ | ------- |
| Anzahl der Personen | 58.297 | 57.916  |
| Unterschied         |        | −0,65 % |

## Städte
- Brezno (Bries[en])

## Gemeinden
| - Bacúch - Beňuš (Beneschau) - Braväcovo - Bystrá - Čierny Balog (Schwarzwasser) - Dolná Lehota - Drábsko - Heľpa (Helpach an der Gran) - Horná Lehota - Hronec (Rhonitz) | - Jarabá - Jasenie - Lom nad Rimavicou - Michalová - Mýto pod Ďumbierom (Mauth) - Nemecká (Deutschendorf an der Gran) - Osrblie (Zährenbach) - Podbrezová - Pohorelá (Pohorella) - Pohronská Polhora | - Polomka - Predajná - Ráztoka - Sihla (Siegelglashütte) - Šumiac - Telgárt (Thiergarten) - Valaská - Vaľkovňa (Ferdinandsthal) - Závadka nad Hronom |

Das Bezirksamt ist in Brezno.

## Kultur
In dem Artikel Denkmalgeschützte Objekte im Okres Brezno findet man Informationen über die vom slowakischen Denkmalamt geschützten Objekte im Okres.